# Hotel Halm
Das Hotel Halm ist ein Traditionshotel in Konstanz. Ein herausragendes Kulturdenkmal ist der darin erhaltene „Maurische Saal“ aus dem 19. Jahrhundert.

## Geografische Lage
Das Hotel liegt direkt gegenüber dem Bahnhof Konstanz an der Seeseite der Altstadt.

## Geschichte

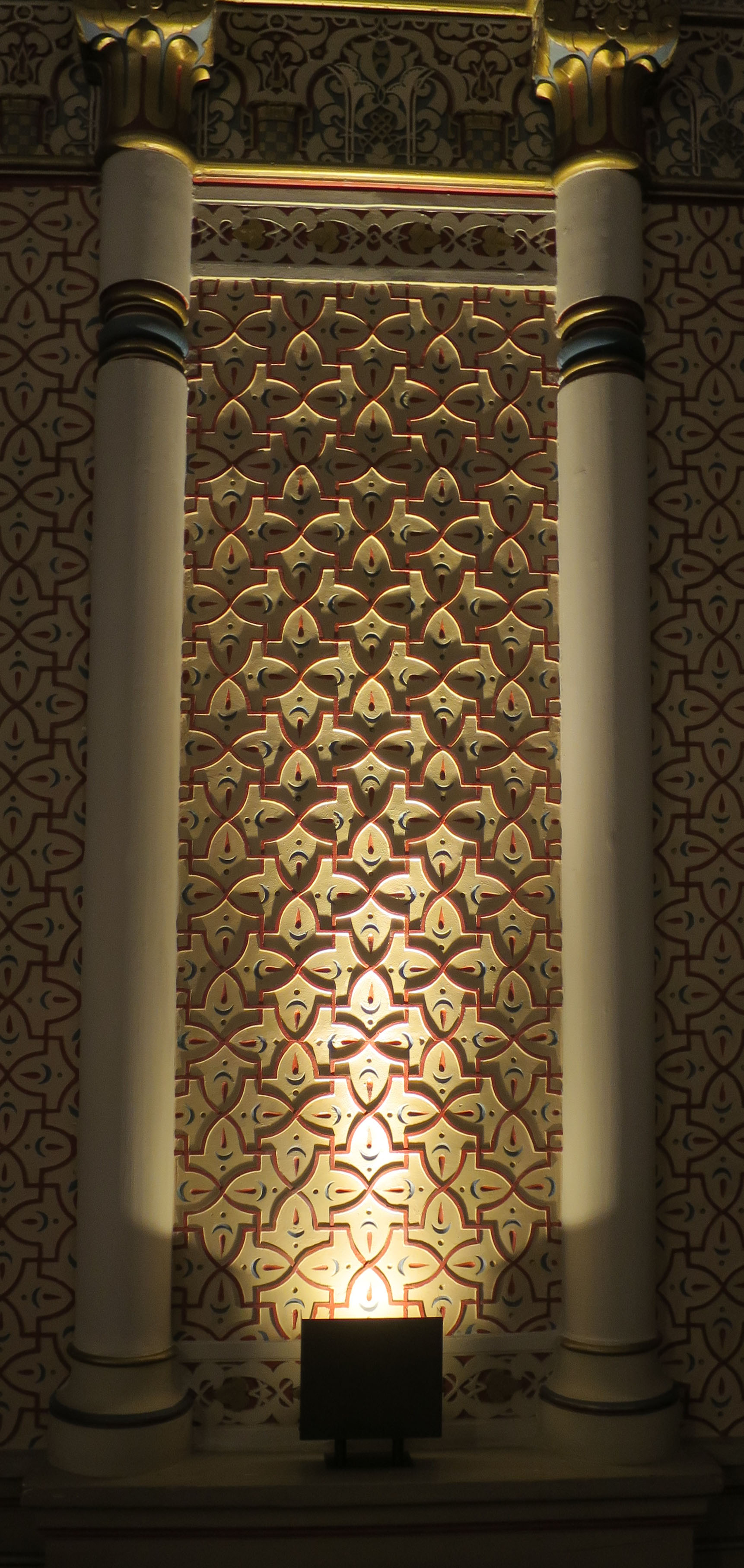
Maurischer Saal, Wanddetail

1863 wurde Konstanz durch die Hochrheinbahn der Grossherzoglichen Badischen Staatseisenbahnen an die Eisenbahn angeschlossen. Die Aufnahme des durchgehenden Betriebs der Schwarzwaldbahn Ende 1873 versprach weiteren Verkehrszuwachs. Dies veranlasste den Konstanzer Unternehmer Ferdinand Halm direkt gegenüber dem Bahnhof ab 1872 das „Hotel Halm“ zu errichten und 1874 zu eröffnen. Mit 90 Betten war es damals eines der größten am Bodensee. Architekt war E. Struder. Der damaligen Mode entsprechend wählte er Stilformen des Spätklassizismus und der Neorenaissance. Das Hotel erwies sich als voller Erfolg und schon im folgenden Jahrzehnt wurde es baulich nach Norden erweitert. Der Konstanzer Architekt Karl Holtzmann war mit dem Anbau betraut, der 1887 bis 1889 erfolgte. Das Gebäude wies anschließend ein „imposantes großstädtisches Bild“ auf. In dieser Umbauphase wurde auch der „Maurische Saal“ als Ballsaal eingebaut (heute: Restaurant und Speisesaal). Dafür wurde der Architekt Otto Tafel engagiert. Auch die historische Empfangs- und Treppenhalle des Hotels ist weitgehend erhalten.
Nach dem Ersten Weltkrieg fehlte – nicht nur in Konstanz – das zahlungskräftige Publikum für ein hochklassiges Hotel. Ab 1919 wurde hier von Julius Augenstein eine Gastwirtschaft betrieben, die auch Feste und Tanzveranstaltungen ausrichtete. Auch Hotelbetrieb gab es wohl weiter. Nach dem Tod von Julius Augenstein 1934 betrieb zunächst seine Frau Frieda, anschließend sein Schwiegersohn, Otto Senger, die Gaststätte bis zur Geschäftsaufgabe 1959 weiter. Das Gebäude wurde in den folgenden Jahren nicht mehr oder nur unterwertig genutzt, verfiel zusehends und wurde Objekt von Immobilienspekulationen. 
Es dauerte fast 30 Jahre, bevor sich ein Investor fand, der die Anlage renovierte und wieder als Hotel betrieb. Damals kam der Konstanzer Architekt Walter Finthammer zum Zuge. Äußeres Erscheinungsbild und Teile des Inneren wurden dabei restauriert. Danach war das „Hotel Halm“ ein Vier-Sterne-Haus mit 101 Zimmern (davon 5 Suiten). Im Juli 1994 wurde es als „Ramada Hotel Halm“ wiedereröffnet. In der Folgezeit wechselten die Betreiber noch mehrfach, bevor es 2011 eine private Konstanzer Eigentümergemeinschaft übernahm und seitdem führt.

## Maurischer Saal
Der bekannte Stuttgarter Architekt Emil Otto Tafel – auch verantwortlich für den Umbau des Dominikanerklosters zum Inselhotel – richtete den „Maurischen Saal“ 1887 bis 1889 ein. Vorherrschende Farben sind beige als Hintergrund, rot und blau für die Ornamente und Blattgold als optischer Höhepunkt. Otto Tafel baute in den etwa 6 m hohen Saal die größten einteiligen Wandspiegel (4,50 × 2,00 m) ein, die damals verfügbar waren. Sie wurden in Russland produziert und mit der Eisenbahn nach Konstanz gebracht. Sie nehmen die gesamte Längsseite der Wand des Saales gegenüber dem Haupteingang ein. Von der Decke hängen zwei 18-flammige Leuchter, ursprünglich wohl für Gasbetrieb. In einem wesentlichen Punkt weicht die Dekoration von den orientalischen Vorbildern ab: Der Architekt verzichtete weitgehend auf die typischen kalligraphischen Elemente in Form von Schriftbändern. Nur an einer Stelle, über der Eingangstür, ist ein solches Stilelement zu finden. Es besteht aus vier Wörtern, die den Sinn „zur Verehrung des Herrn Abii Abdullah“ ergeben.
Den Neumaurischen Stil für repräsentative Räume zu verwenden, war in den 1880er und 1890er Jahren nicht ungewöhnlich. Ein seltener Fall ist dagegen, dass der Saal in seiner wandfesten Ausstattung bis heute komplett erhalten ist. Die meisten anderen wurden – weil „unmodern“ – später umgebaut oder gingen als Schäden bei Luftangriffen im Zweiten Weltkrieg verloren. Der Saal stellt so ein seltenes und eindrucksvolles Stück Architekturgeschichte des 19. Jahrhunderts dar.
Der Saal wird heute als Frühstücksraum des Hotels und abends für das Restaurant „Le Marrakech“ mit marokkanischer Küche genutzt.

## Weblinks

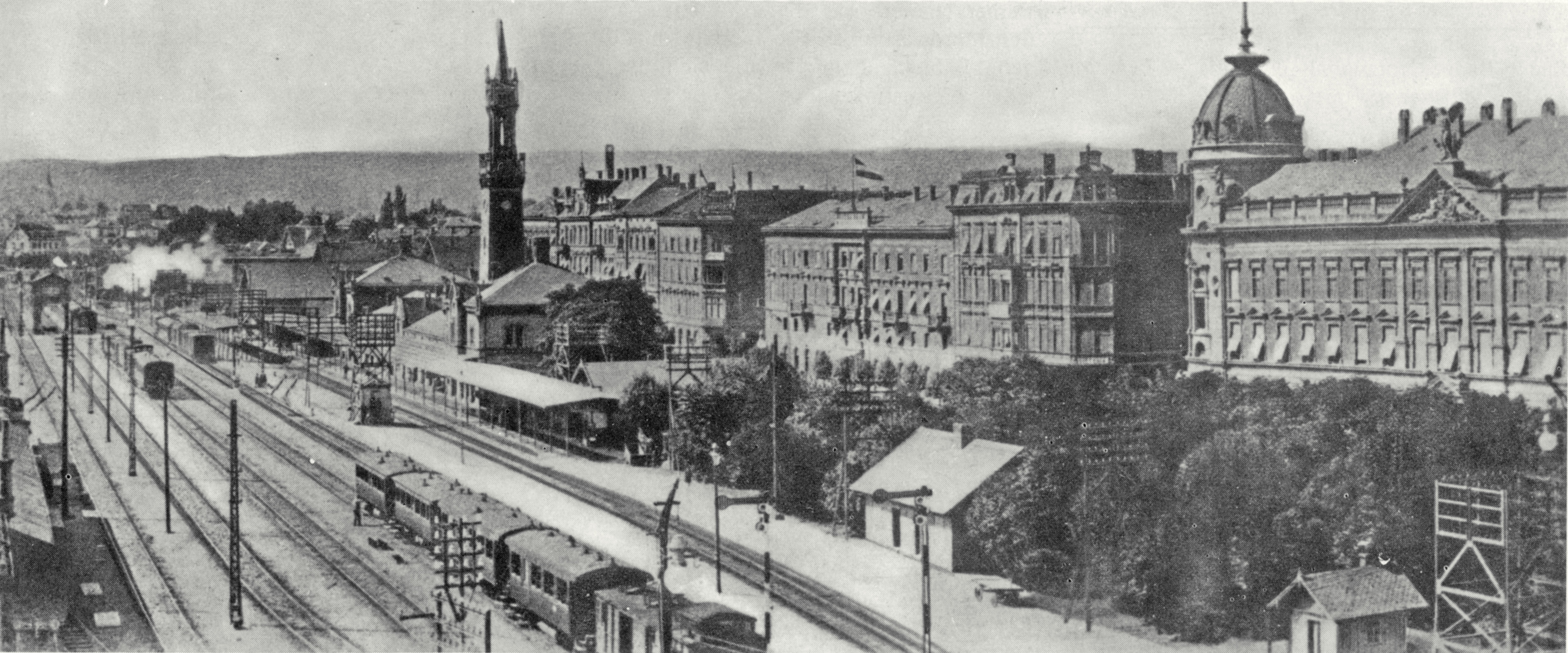
Bahnhof Konstanz, Hotel Halm: Bildmitte